# Model Ising

Representació gràfica dels moments dipolars magnètics dels "girs" atòmics que poden estar en un dels dos estats (+1 o -1).

El model Ising (pronunciació alemanya: [ˈiːzɪŋ]) (o model de Lenz-Ising o model d' Ising-Lenz), anomenat així pels físics Ernst Ising i Wilhelm Lenz, és un model matemàtic de ferromagnetisme en mecànica estadística. El model consta de variables discretes que representen moments dipolars magnètics dels "girs" atòmics que poden estar en un dels dos estats (+1 o -1). Els girs estan disposats en un gràfic, generalment una gelosia (on l'estructura local es repeteix periòdicament en totes direccions), permetent que cada gir interactuï amb els seus veïns. Els girs veïns que estan d'acord tenen una energia menor que els que estan en desacord; el sistema tendeix a l'energia més baixa però la calor pertorba aquesta tendència, creant així la possibilitat de diferents fases estructurals. El model permet identificar les transicions de fase com un model simplificat de la realitat. El model d'Ising de xarxa quadrada bidimensional és un dels models estadístics més senzills per mostrar una transició de fase.
El model d'Ising va ser inventat pel físic Wilheim Lenz (1920), que el va donar com a problema al seu alumne Ernst Ising. El model d'Ising unidimensional va ser resolt per Ising (1925) sol en la seva tesi de 1924; no té transició de fase. El model d'Ising de gelosia quadrat bidimensional és molt més difícil i només va rebre una descripció analítica molt més tard, per Lars Onsager (1944). Normalment es resol mitjançant un mètode de matriu de transferència, encara que existeixen diferents enfocaments, més relacionats amb la teoria quàntica de camps.